# Alexandre Gemignani
Pour les articles homonymes, voir Gemignani.
Alexandre Gemignani, né le 26 juin 1925, à São Paulo, au Brésil et mort en 1998, est un ancien joueur brésilien de basket-ball.

## Palmarès
- 3e des Jeux olympiques 1948